# Palazzo di Rundāle
Il palazzo di Rundāle (in lettone: Rundāles pils; in tedesco: Schloss Ruhental, anche Ruhenthal o Ruhendahl) è un grande palazzo barocco situato a Pilsrundāle, nei pressi di Bauska, nella regione storica della Semgallia in Lettonia. Fu residenza estiva dei duchi di Curlandia.

## Storia

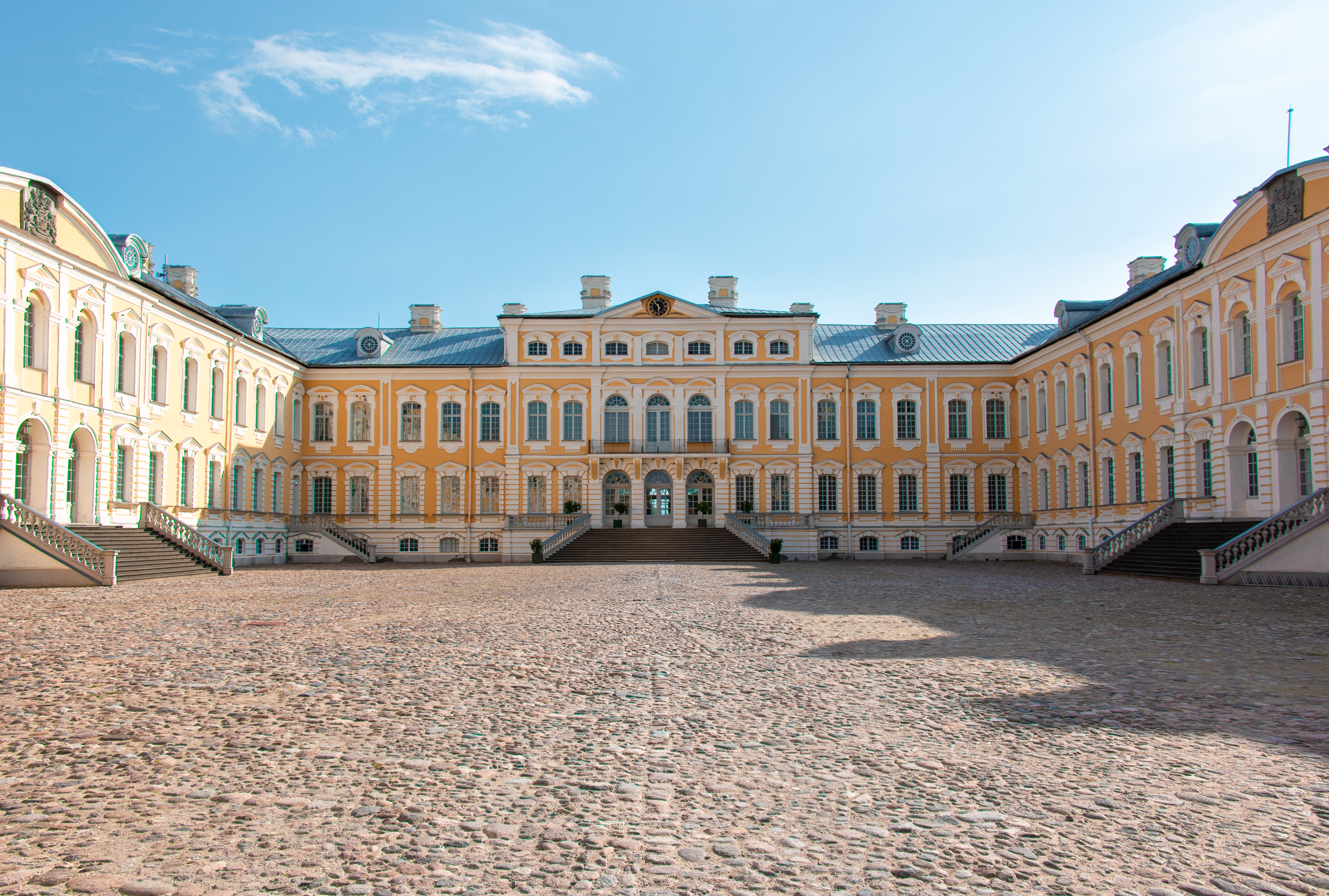
Il cortile

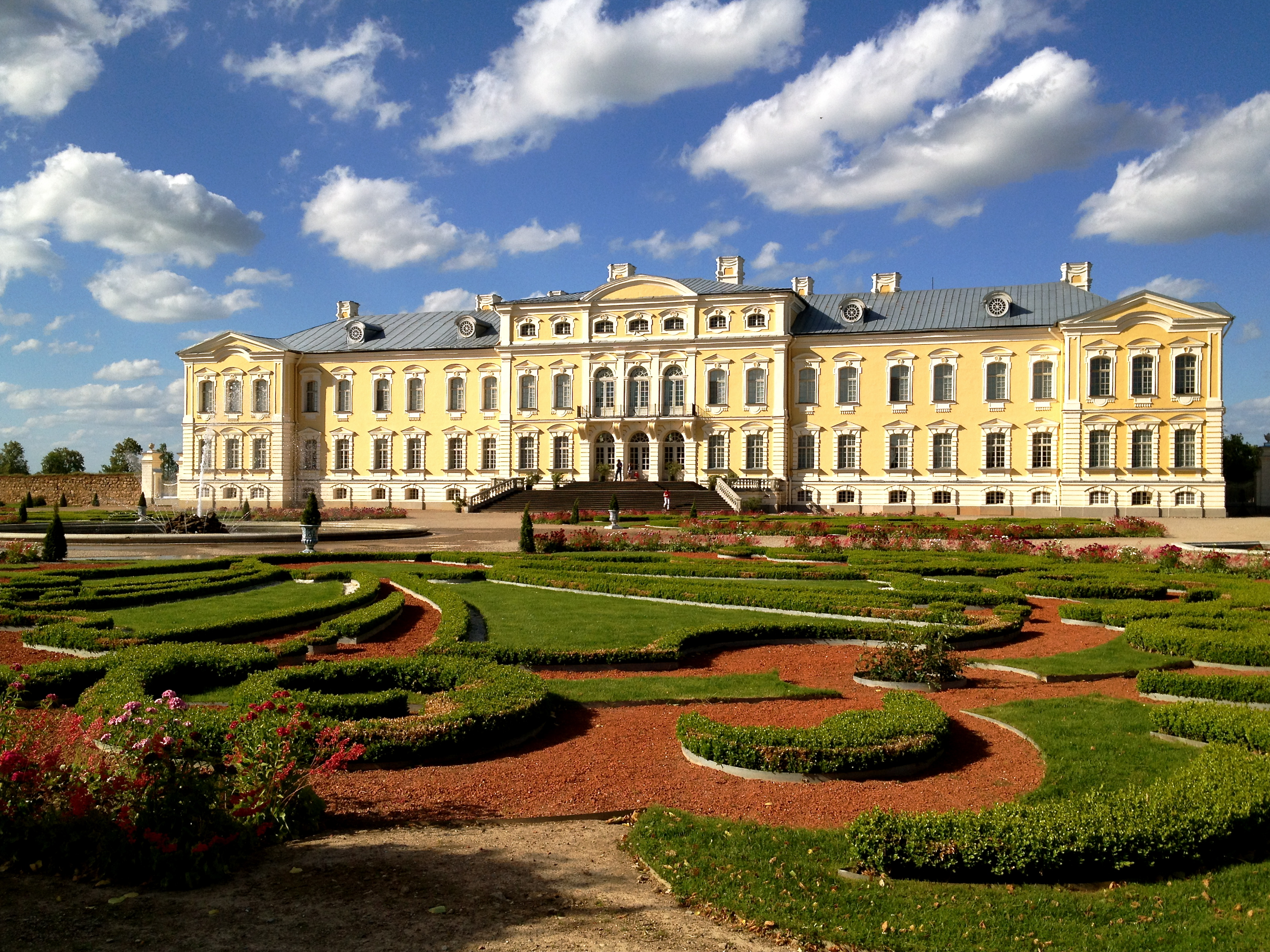
La facciata verso i giardini.

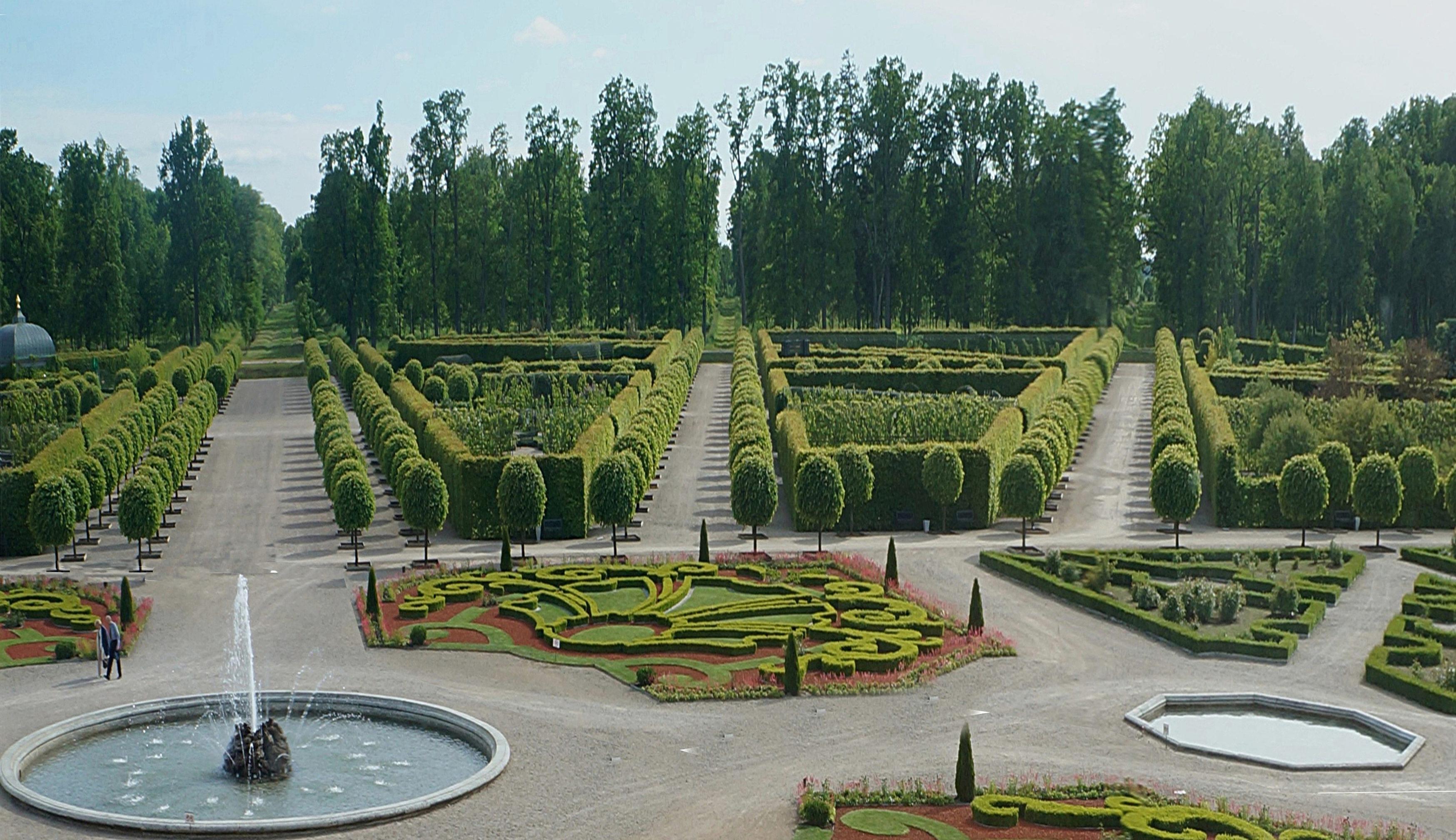
I giardini alla francese.

Il palazzo di Rundāle venne costruito negli anni dal 1736 al 1740 su disegno dell'architetto italiano Bartolomeo Rastrelli come residenza estiva del duca di Curlandia, Ernst Johann Biron (Bühren). Le decorazioni interne rococò, aggiunte in seguito (1763-1768), sono opera dello stesso Rastrelli, che è noto per avere progettato il palazzo d'Inverno a San Pietroburgo.
In seguito all'inglobamento della Curlandia nell'impero russo (1795) Caterina la Grande regalò il palazzo al proprio amante, il principe Platon Zubov, che vi si stabilì con il fratello minore Valerian. Alla morte di quest'ultimo la vedova sposò il conte Šuvalov, la cui famiglia mantenne il possesso del palazzo fino alla rivoluzione russa del 1917. Durante la campagna di Russia di Napoleone nel 1812 il palazzo venne utilizzato come ospedale per l'esercito francese e molti dei soldati che morirono in questo luogo vennero sepolti nel parco del palazzo, dove oggi un monumento eretto nell'Ottocento li ricorda.

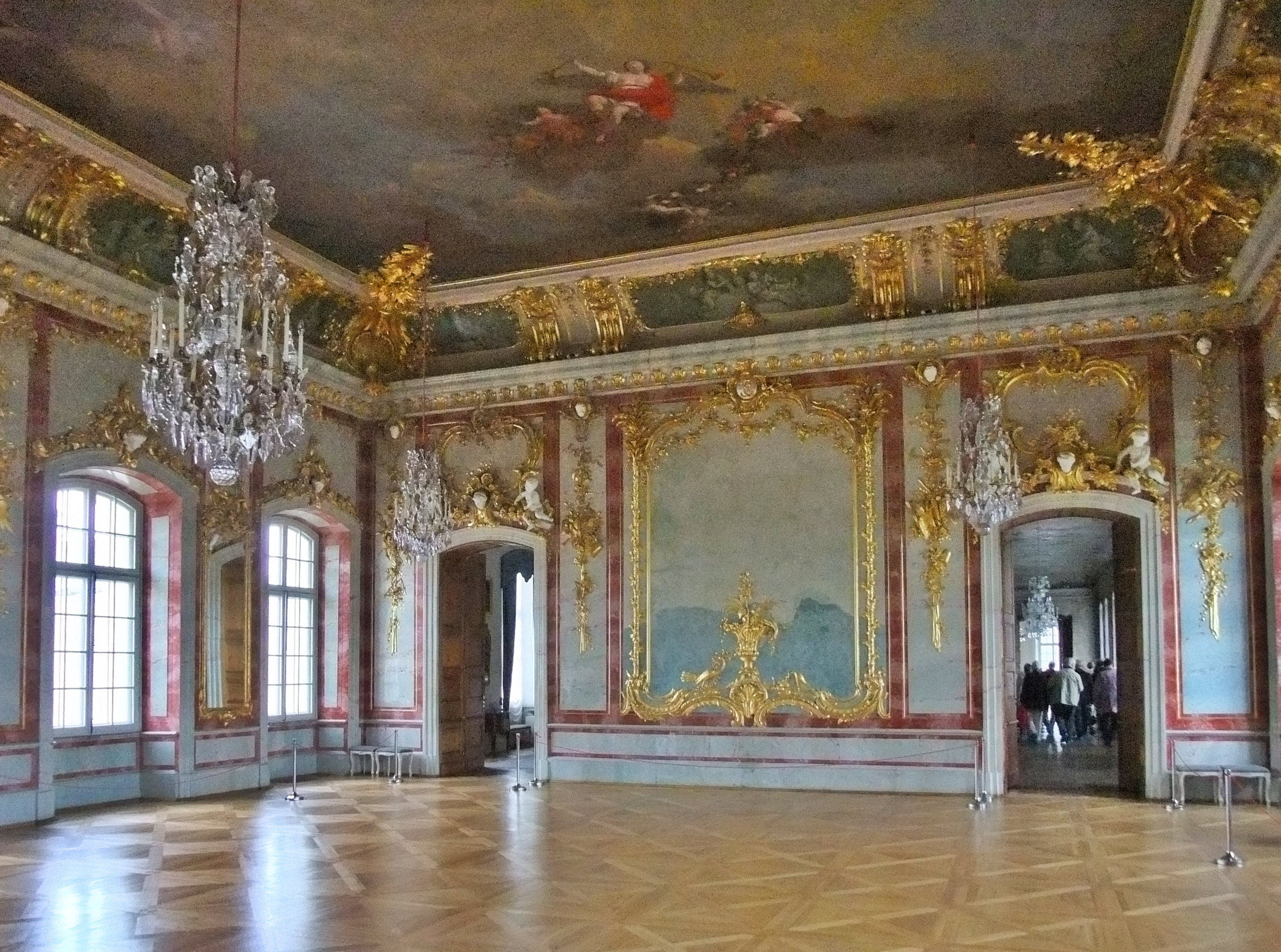
La Sala d'Oro.

Durante la prima guerra mondiale il palazzo fu danneggiato, mentre in seguito alla riforma agraria lettone divenne proprietà dello Stato. Negli anni Venti il palazzo venne convertito a scuola con abitazioni, finché nel 1933 passò in mano al Museo Storico Lettone e poté finalmente essere restaurato tra il 1965 e il 1977, anche se i lavori si protrassero anche internamente sino al 1992.
Il palazzo di Rundāle è raggiungibile da Bauska in pullman ed è una delle maggiori destinazioni turistiche della Lettonia. È utilizzato anche come palazzo di rappresentanza in occasione di visite ufficiali, ma per tutto l'anno è visitabile assieme al suo vasto parco.